# Comté d'Angelina
Le comté d'Angelina, en anglais : Angelina County, est un comté des États-Unis, situé à l'est de l'État du Texas. Fondé le 22 avril 1846, son siège de comté est la ville de Lufkin. Selon le recensement des États-Unis de 2020, sa population est de 86 395 habitants. Le comté a une superficie de 2 239,2 km2, dont 2 066,2 km2 en surfaces terrestres. Il existe deux versions concernant l'origine du nom du comté. Il pourrait avoir été  baptisé à la mémoire d'une jeune amérindienne, baptisée Angelina par les missionnaires espagnoles, ou ferait référence à José Angel Cabaso, un prêtre espagnol.

## Organisation du comté
Le comté est fondé le 22 avril 1846. Il est définitivement organisé et autonome, le 16 juillet 1846. 
L'origine du nom du comté fait l'objet de deux versions. Il pourrait avoir été baptisé en référence à une jeune amérindienne de la tribu Hainai (en), nommée Angelina ou Little Angel, en français : Petit ange, par les missionnaires espagnoles. Le nom est donné à leur village, ainsi qu'à une rivière (en). Selon une autre version, le nom est un diminutif d'angel et ferait référence à José Angel Cabaso, un prêtre espagnol du début du XIXe siècle.

## Géographie

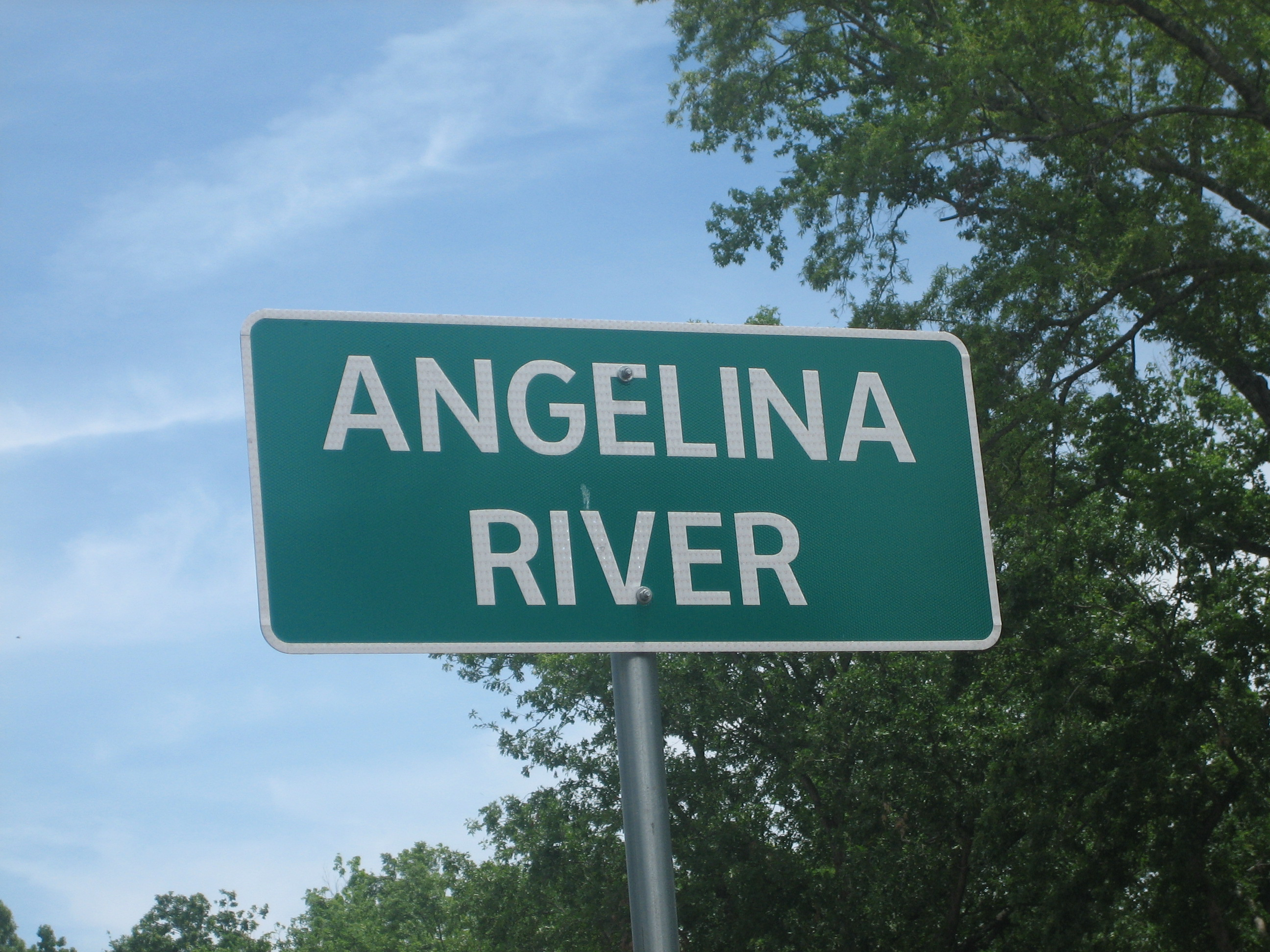
Panneau de signalisation de la rivière Angelina.

Le comté d'Angelina se situe à l'est de l'État du Texas, aux États-Unis,. Il est bordé au nord par la rivière Angelina (en) et au sud par la rivière Neches.
Il a une superficie totale de 2 239,6 km2, composée de 2 066,2 km2 de terres et de 173,4 km2 de zones aquatiques.

## Comtés adjacents
| Comté de Cherokee                  | Comté de Nacogdoches | Comté de San Augustine |
| Comté de Trinity, Comté de Houston | comté d'Angelina     |                        |
| Comté de Polk                      | Comté de Tyler       | Comté de Jasper        |

## Démographie
Lors du recensement de 2010, le comté comptait une population de 86 771 habitants. Elle est estimée, en 2017, à 87 805 habitants,.

Pyramide des âges du comté d'Angelina (2000).

Selon l'American Community Survey, pour la période 2011-2015, 82,16 % de la population âgée de plus de 5 ans déclare parler anglais à la maison, alors que 16,24 % déclare parler l’espagnol, 0,53 % une langue chinoise et 1,08 % une autre langue.

## Galerie

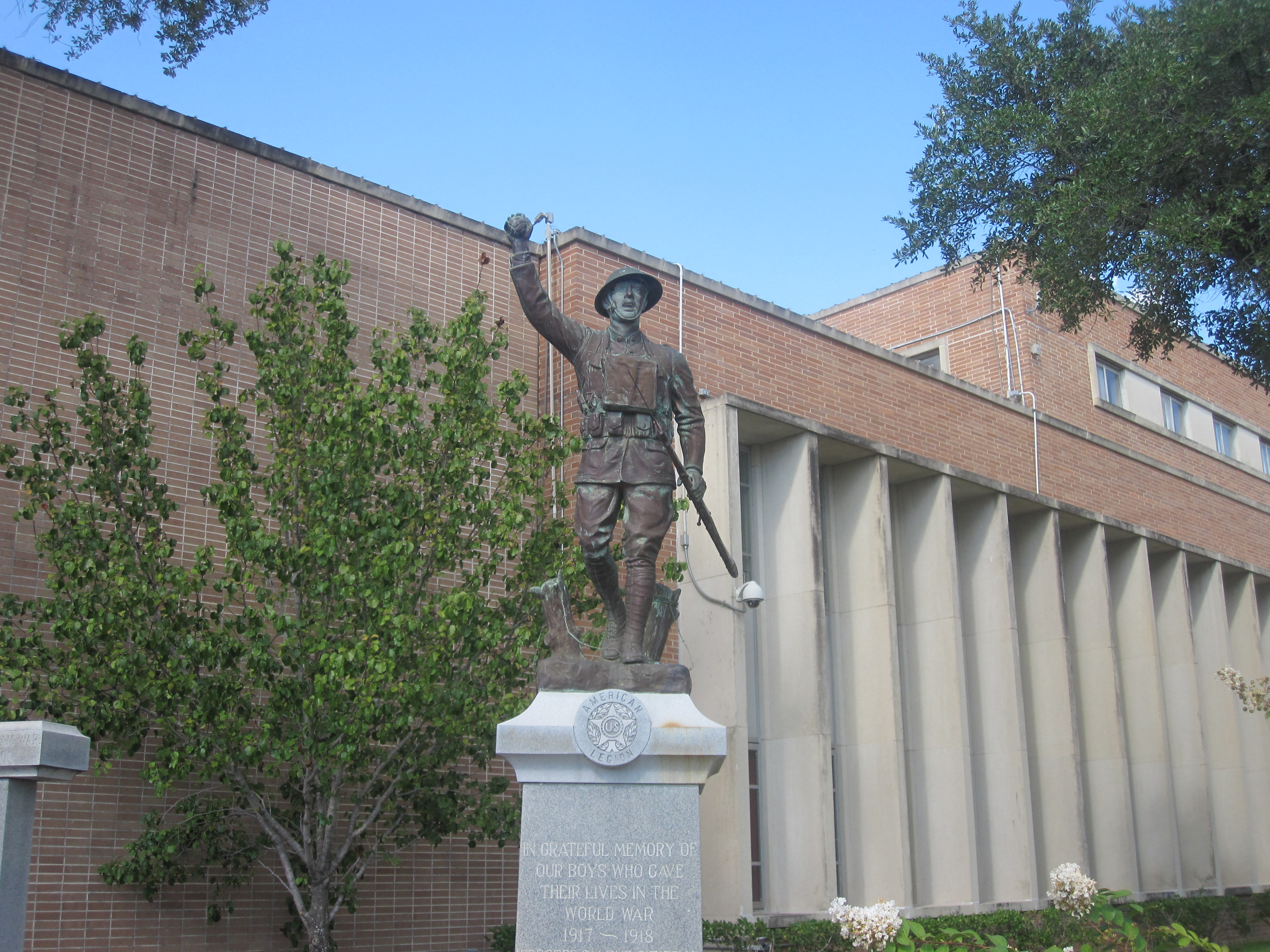
Monument des soldats, à la maison de justice du comté d'Angelina.
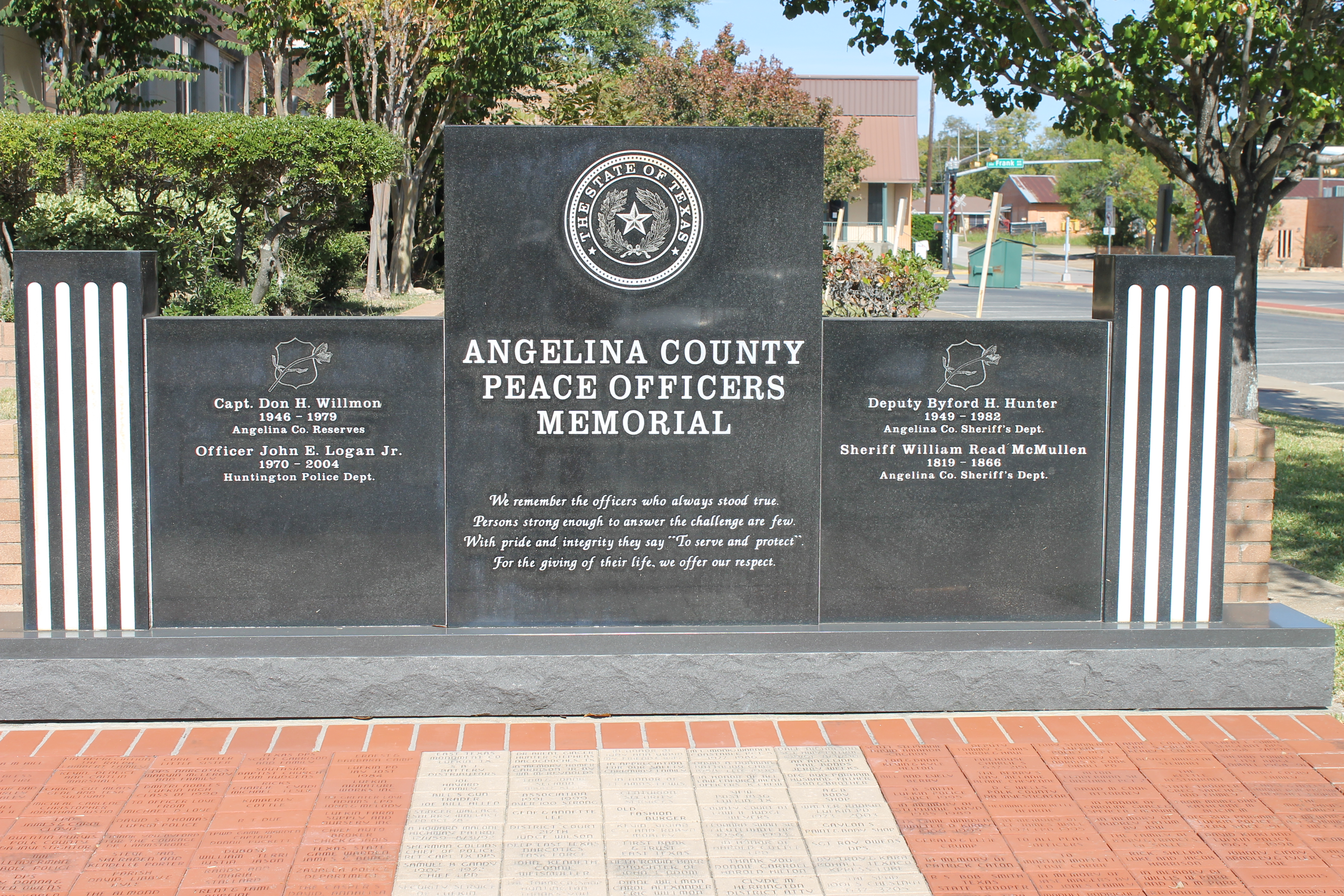
Monument commémoratif des agents de la paix, à la maison de justice du comté d'Angelina.
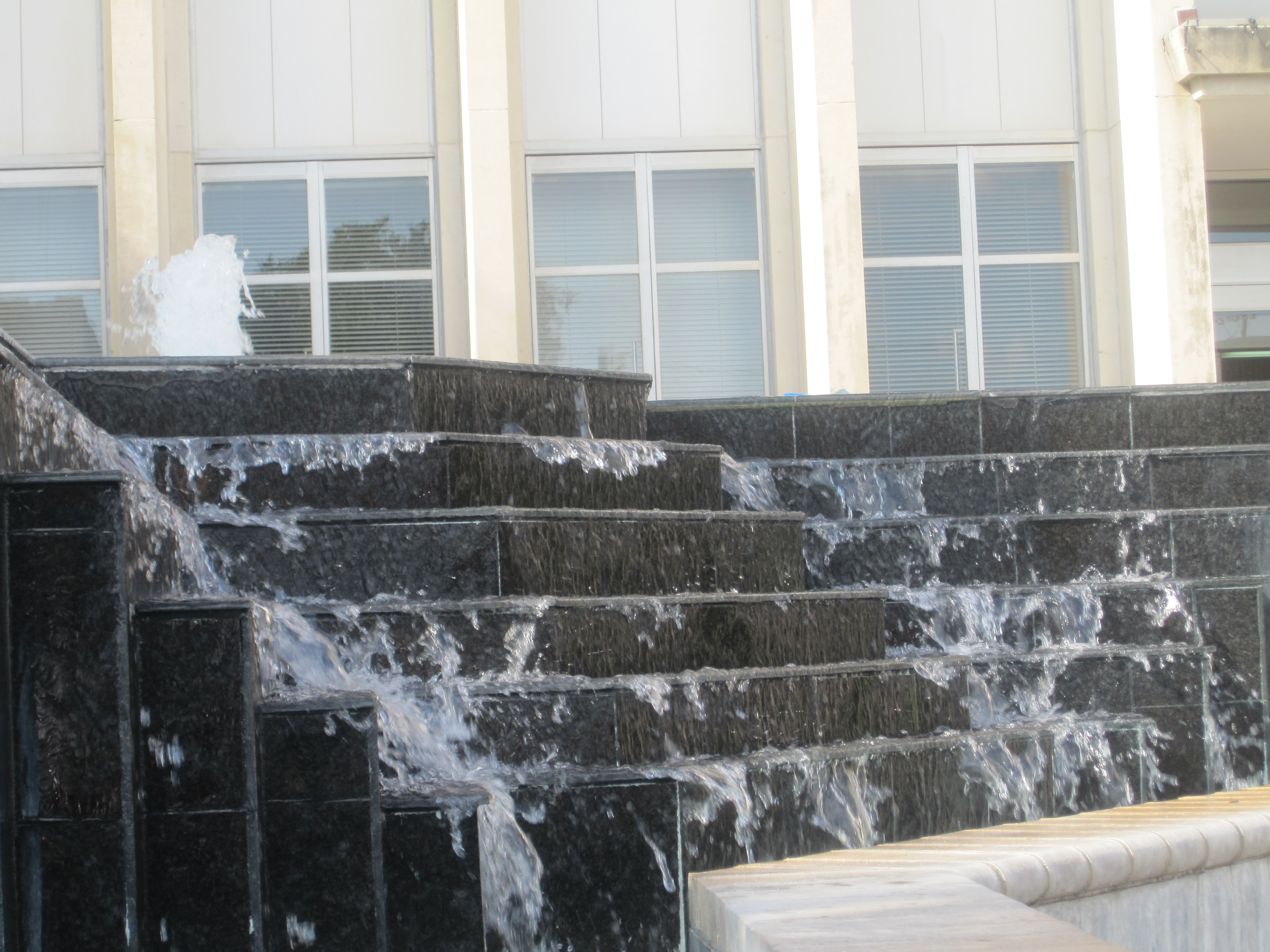
La fontaine de la maison de justice du comté d'Angelina.

### Source de la traduction
- (en) Cet article est partiellement ou en totalité issu de l’article de Wikipédia en anglais intitulé « Angelina County, Texas » (voir la liste des auteurs).